# Karabezirgan, Tekirdağ
Karabezirgan là một xã thuộc thành phố Tekirdağ, tỉnh Tekirdağ, Thổ Nhĩ Kỳ. Dân số thời điểm năm 2011 là 150 người.